# Cycloderma frenatum
La tartaruga alata dello Zambesi (Cycloderma frenatum Peters, 1854) è una tartaruga d'acqua dolce della famiglia dei Trionichidi.

## Descrizione
Il carapace (di forma ovale e lungo fino a 56 cm) è di colore verdastro; negli adulti è completamente liscio, mentre negli esemplari giovani presenta una carena vertebrale e numerosi tubercoli sparsi. Il termine «alata» deriva dalla presenza di due alette femorali situate sul piastrone che ricoprono le zampe quando vengono retratte nel carapace. Il piastrone è bianco crema con alcune macchie grigiastre. La testa è grigia o verde con cinque strisce nere longitudinali. Il mento e la gola sono bianchi e gli arti verdi grigiastri.

## Distribuzione e habitat
Vive in Africa orientale, dal bacino del fiume Rufiji (Tanzania) a quello del fiume Save (Mozambico e Zimbabwe sud-orientale). Si incontra in torrenti, fiumi e stagni.

## Biologia
La nidificazione va da dicembre a marzo. Loveridge e Williams videro delle femmine deporre le uova durante la stagione delle piogge, dopo 8 mesi di siccità. Ogni nidiata è composta solitamente da 15-25 uova dal guscio sottile, sferiche e di 30–35 mm di diametro. Dei piccoli sono stati avvistati tra dicembre e febbraio. Il loro carapace, lungo da 40 a 48 mm, presenta la stessa colorazione di quello degli adulti, ma ha toni più accesi.
La tartaruga alata dello Zambesi è carnivora e si nutre di pesci, chiocciole acquatiche, bivalvi e, forse, di anfibi. Sachsse sostiene che non catturi pesci solamente tendendo loro imboscate (come fa Chitra indica), ma anche, se necessario, inseguendoli per brevi distanze.
Questa specie è molto timida e quando viene disturbata ritira la testa all'interno del guscio. Trascorre gran parte della sua esistenza nascosta tra il fango e la sabbia del fondale dei corsi d'acqua.